# Свобода (Крымский район)
Свобо́да — хутор в Крымском районе Краснодарского края.
Входит в состав Молдаванского сельского поселения.

## Население
| 1999 | 2002 | 2010 |
| ---- | ---- | ---- |
| 81   | ↘58  | ↗78  |

## Улицы
- ул. Жукова,
- ул. Суворова,
- ул. Торговая.